# Tour Silex 2
La Tour Silex 2 (en español, Torre Silex 2, generalmente presentado en forma Silex²) es un rascacielos de oficinas situado en el distrito financiero de la Part-Dieu de Lyon en Francia y construido entre 2018 y 2021.
La torre se eleva a 129 metros de altura.
El nuevo edificio ofrecerá 30.700 metros cuadrados de espacio para oficinas en 23 pisos. Por lo tanto, la torre es una continuación del proyecto Silex 1, un pequeño edificio de oficinas terminado y entregado el 11 de mayo de 2017.
En 2021, el grupo belga Solvay, uno de los líderes en química mundial, se trasladará a la torre y debería ocupar 9000 m² de oficinas, en ocho niveles.